# 穆斯捷旺塔杜尔
穆斯捷旺塔杜尔（法語：Moustier-Ventadour，法語發音：[mustje vɑ̃taduʁ]）是法国科雷兹省的一个市镇，位于该省中部偏东，属于蒂勒区。

## 地理
穆斯捷旺塔杜尔（45°23'44"N, 2°6'17"E）面积29.85 平方千米，位于法国新阿基坦大区科雷兹省，该省份为法国中南部省份，北起上维埃纳省和克勒兹省，西接多爾多涅省，南至洛特省，东临多姆山省和康塔爾省。
与穆斯捷旺塔杜尔接壤的市镇（或旧市镇、城区）包括：沙佩勒斯皮纳斯、达尔内、埃格勒通、下拉马济耶尔、罗西耶代格勒通、圣伊莱尔富瓦萨克。

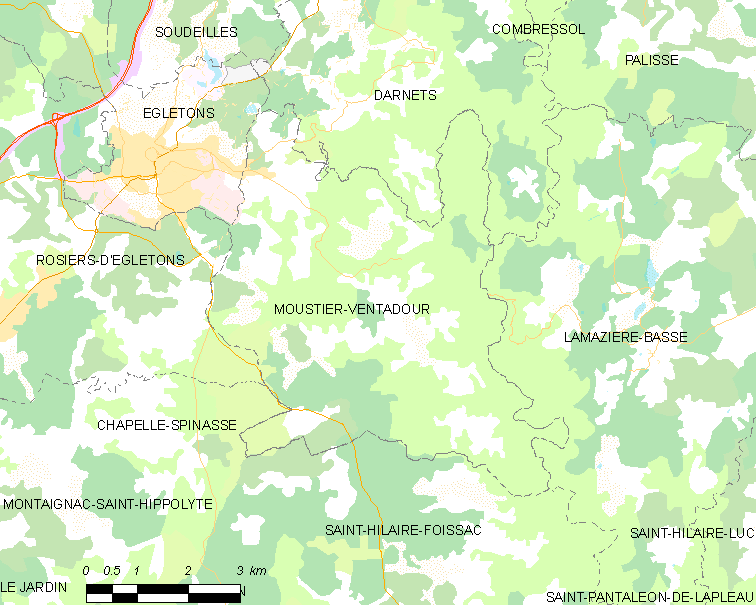
穆斯捷旺塔杜尔的OSM定位图

穆斯捷旺塔杜尔的时区为UTC+01:00、UTC+02:00（夏令时）。

## 行政
穆斯捷旺塔杜尔的邮政编码为19300，INSEE市镇编码为19145。

## 政治
穆斯捷旺塔杜尔所属的省级选区为埃格勒通县。

## 人口

1962-2008年间穆斯捷旺塔杜尔人口变化图示

穆斯捷旺塔杜尔于2022年1月1日时的人口数量为430人。